# Gladys Huntington
Gladys Huntington, cuyo nombre de soltera era Gladys Theodora Parrish (Filadelfia, 13 de diciembre de 1887-West Sussex, 30 de abril de 1959), fue una escritora estadounidense.

## Vida
Era hija de una acomodada familia estadounidense, con residencia en Nueva York, París, Londres, Biarritz y una villa en el lago Como. Al casarse adoptó el apellido de su marido, Constant Huntington (1876-1962), con quien se desplazó a Londres, pues él fue allí enviado para abrir una sucursal de la editorial Putnam. La pareja residió en Hyde Park Gardens, donde nació su hija Alfreda en 1922, y luego en Amberley House en Sussex.
Escribió una novela, Carfrae’s Comedy (1915), Barton’s Folly (1925), una pieza de teatro para el Arts Theatre Club, y un par de relatos publicados en The New Yorker: “A Tiresome Accident” (1952) y “My Mother Dancing” (1954). En 1956 apareció publicada anónimamente Madame Solario, novela sobre la alta sociedad ambientada junto al lago Como. Esta obra llegó a encabezar las listas de obras más vendidas en Nueva York. Tras su éxito se especuló mucho sobre la autoría, llegando a hacerse pública en algún diario.
Tres años después de la publicación de su gran obra, tras una serie de tragedias familiares, se suicidó.

## Cine
Madame Solario fue llevada al cine en 2012, con el mismo título, por el director francés René Féret.